# Het Poeltje
Het Poeltje of Poelke is een voormalig meertje of meerstal ten westen van Zuidbroek in de provincie Groningen. Het is in de negentiende eeuw drooggelegd. Het meertje geeft zijn naam aan de Polder het Poeltje en aan de Poeltjelaan.
Het Poeltje wordt afgebeeld op een kaart uit de 18e eeuw. Het plasje sloot toen aan op de Veendijksloot langs de Veendijk, een watertje dat zelf ook vrij breed was.

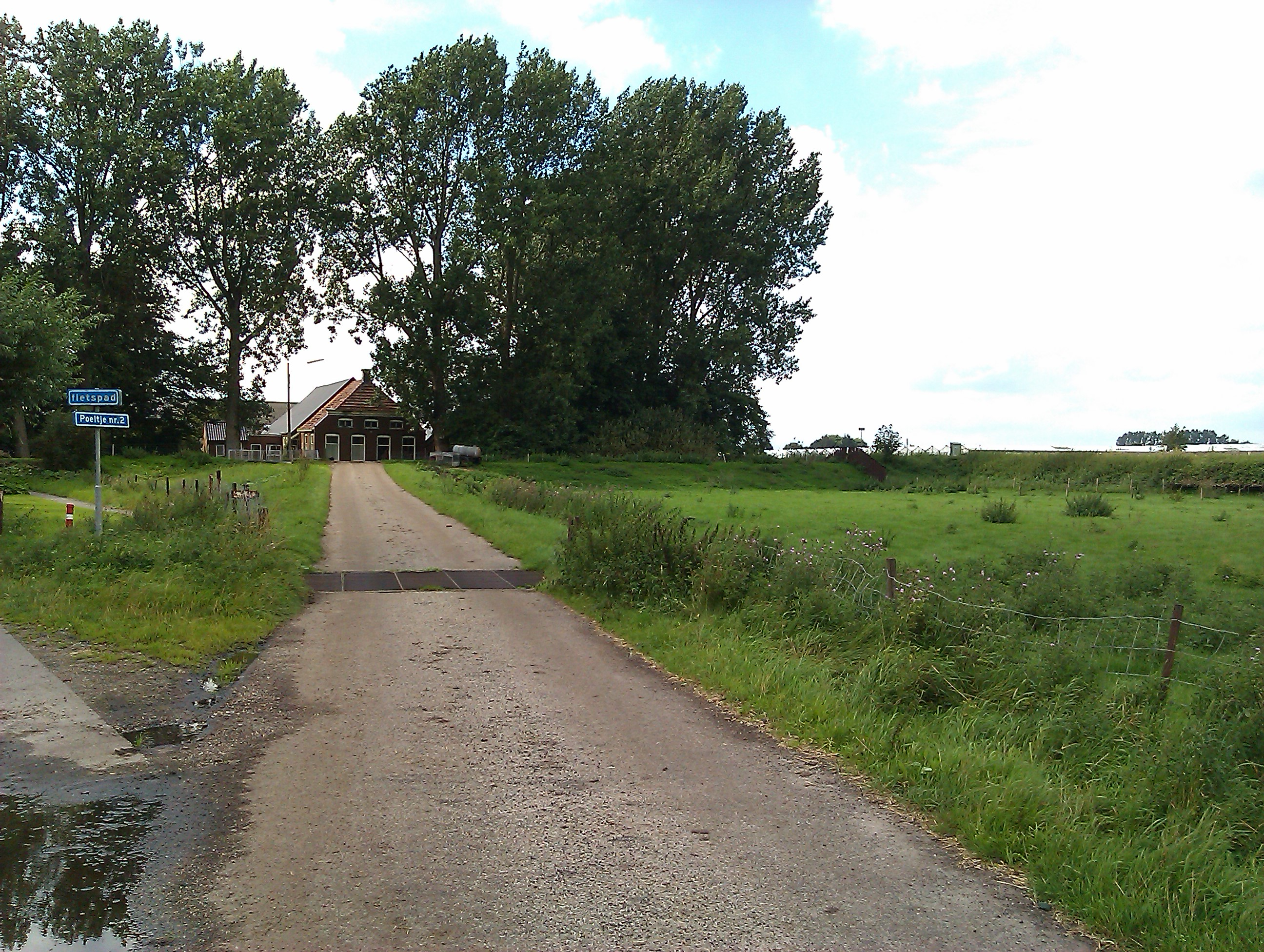
De omgeving van het Poeltje in 2011
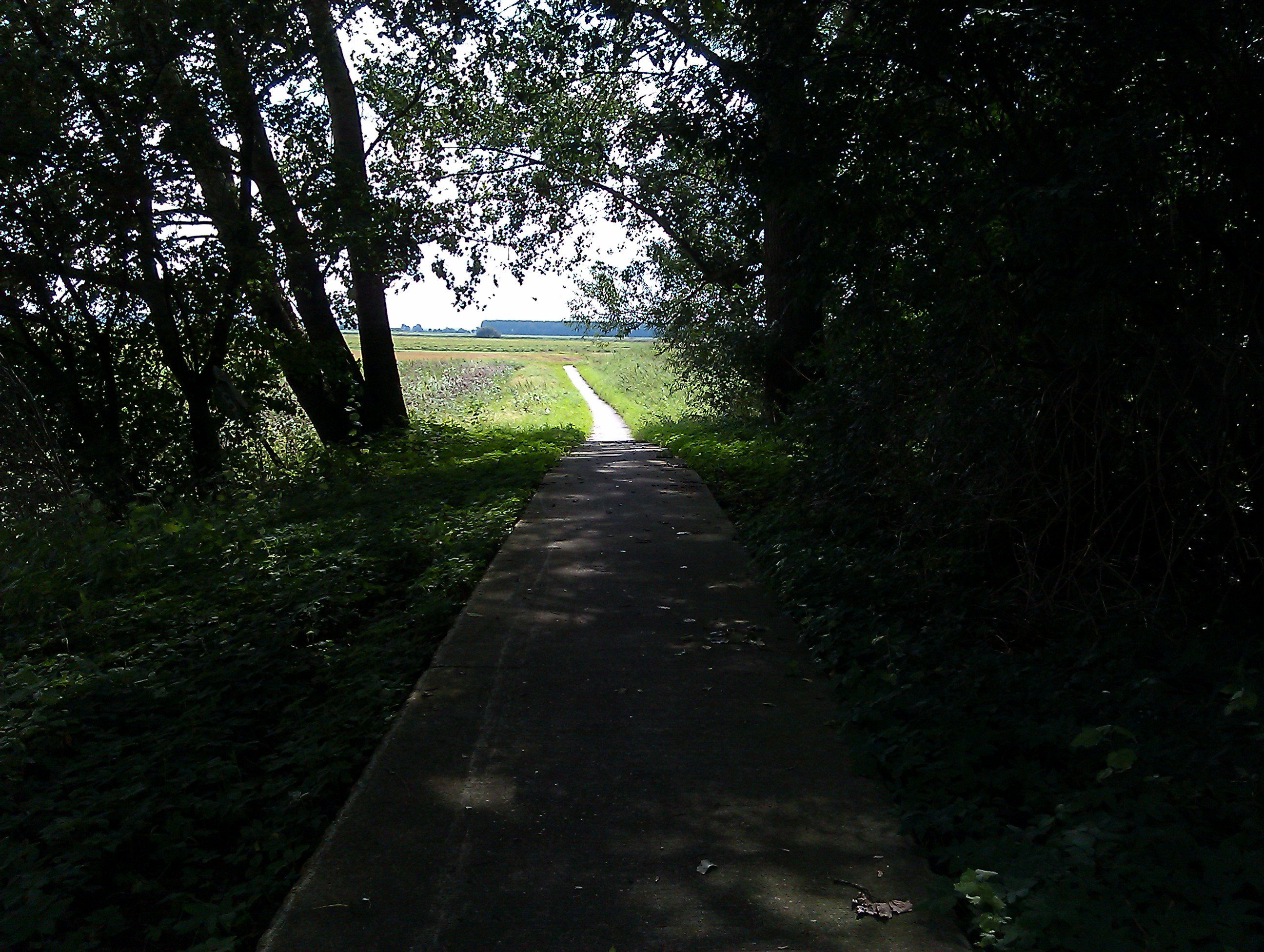
Het fietspad gaat gaat een laagte in bij het Poeltje